# Atentado de Enpetrol
El atentado de Enpetrol fue un atentado sin víctimas mortales que se perpetró la madrugada del 12 de junio de 1987 contra la refinería que la empresa ENPETROL (actual Repsol) tenía ubicada en Morell (Tarragona) España. Se produjeron dos explosiones simultáneas como resultado de una o dos bombas colocadas a lo largo de un fajo de cañerías del oleoducto del Complejo Petroquímico, que atravesaba el término municipal de Tarragona; 45 minutos más tarde detonó otra bomba a dos kilómetros y medio de distancia, sobre una cañería similar. Se atribuyó a la organización armada ETA (que reivindicó posteriormente el atentado) y formó parte de una campaña de ataques a la zona costera catalana.
La acción terrorista, que se produjo minutos después de medianoche, cogió por sorpresa a los habitantes de los municipios adyacentes a la zona industrial. El desconocimiento de la magnitud de los hechos, unido a la violencia de las llamas, provocó la fuga de hasta 20 000 ciudadanos de la capital tarraconense campo a través o por la Autovía del Mediterráneo que transcurre junto al municipio. Por otro lado, supuso un punto de inflexión en la relación entre la población de los municipios cercanos con la industria petroquímica —que se había establecido dos décadas antes en la zona—. La ciudadanía, que se congregó en multitudinarias protestas inéditas en Tarragona, ejerció una presión que resultó en un esfuerzo institucional y privado para fortalecer el nivel de seguridad de las instalaciones y, en general, del territorio limítrofe.

## Contexto terrorista en el territorio
La situación terrorista desde el inicio de la década de los 80 había sido marcada por la actividad de varias organizaciones armadas como los Terra Lliure, los GRAPO o ETA en un periodo político difuso posterior a la transición democrática española.
En cuanto al grupo vasco, la situación bélica se había agravado para forzar las negociaciones con el gobierno español, y los atentados masivos e indiscriminados hacia la ciudadanía se constituyeron como precedente dentro del rango de violencia que la organización había mostrado hasta aquel entonces. Mientras que en 1980 se habían dado periodos de hasta un muerto cada 60 horas, la cifra se redujo los años posteriores, pero no la tensión política. El 1986 fueron 39 las víctimas de ETA —la mayoría guardias civiles— y el 1987, 53 (gran parte de ellas civiles), 8 de las cuales contabilizadas antes del atentado de Enpetrol.
En Cataluña, en el 1986 se había constituido una facción de ETA denominada comando Barcelona, la cual se consideró hasta la disolución de la banda terrorista uno de los mandos más activos y el responsable del atentado más mortífero de todos los perpetrados por la organización, el atentado de Hipercor de Barcelona. Fue necesario desmantelarla hasta 6 veces, la primera de ellas el mismo 1987.
El modus operandi de esta ramificación se había basado hasta entonces en la utilización de coches bomba y amonal (una sustancia explosiva) para atentar contra las calles barcelonesas. Así mismo, los precedentes más directos a los hechos de Enpetrol habían sido el asesinato de un guardia civil en el Puerto de Barcelona el 27 de marzo con la misma táctica y la decomisación, 3 días antes del ataque al conjunto petroquímico, de 120 kilogramos de amonal y otras herramientas y aparatos para realizar atentados en un área de servicio de la AP-7, en el municipio de Castellbisbal. Fuentes oficiales revelaron que con estos explosivos se podrían haber fabricado hasta 6 coches bomba y que la intención del grupo era proyectar varios ataques al litoral catalán durante el mes de julio.
En cuanto a ataques terroristas contra instalaciones petrolíferas o gasísticas en el ámbito español, hasta el 1987 se habían contabilizado 3 antecedentes. El febrero de 1978 el MPAIAC colocó dos bombas de goma-2 en unas instalaciones de CEPSA en Santa Cruz de Tenerife, mientras que cuatro años más tarde, el septiembre de 1982, fue un ataque simultáneo entre ETA y Tierra Libre en una terminal de CAMPSA en Badalona el que se registró como primer atentado de estas características en territorio catalán. El grupo armado vasco volvió a la carga el diciembre de 1984 contra un oleoducto militar de Calatayud, donde se explosionaron 4 cargas de goma-2.
Desde hacía más de dos meses varios miembros del Grupo Operativo Especial (GOE) de la IV Zona de la Guardia Civil estaban investigando la estructura del Comando Barcelona. a pesar de que, según las mismas autoridades, había fuertes indicios que la banda podía perpetuar un ataque días después de las Elecciones al Parlamento Europeo del 10 de junio, no se pudieron evitar las detonaciones dos días después.
Pero este no acabaría siendo el único ataque hacia el complejo industrial tarraconense. En septiembre de 1990, los GRAPO volverían a atentar a 150 metros de donde lo había hecho ETA tres años antes y contra la misma empresa (por aquel momento rebautizada como Repsol), por el que se conoce como el Atentado de Repsol. La metodología de la acción fue bastante similar a la de 1987, pero las consecuencias fueron considerablemente menores gracias a las medidas de seguridad tomadas a raíz de los primeros hechos.

## Hechos
El atentado se produjo a las 00:31 de la noche, a través de dos bombas de relojería formadas por 54 kilogramos de amonal colocadas en un rack (fajo de distribución de cañerías para el transporte de líquidos y gases) de 22 conductos y de una extensión de 14 kilómetros que unía el Puerto de Tarragona con la refinería. Concretamente, el ataque se realizó en un punto de operación de todo este paquete de canalizaciones que comunicaba el embarque de carga marítima de productos con las instalaciones de la refinería; a 4 kilómetros de las instalaciones marítimas y a 10 de la refinería, el que corresponde en el Polígono Sur del Complejo Petroquímico.
El primer artefacto explosivo tenía un solo detonador y estaba conformado por 3 cargas de esta sustancia separadas a una distancia de 9 metros entre ellas, lo que suponían unos 16 o 18 kilogramos de amonal. Se colocó en un puente en forma de "u" invertida; estas estructuras logísticas ubicadas a lo largo del oleoducto permitían la dilatación o contracción de las canalizaciones a consecuencia de los cambios de temperatura. Junto a la zona de la explosión se encontraban varios depósitos de gas y butano. Como resultado de esta deflagración, 400 metros de cañerías quedaron totalmente destruidos, concretamente los situados en el borde de la autovía Tarragona-Salou y la línea férrea Tarragona-Valencia. Las dos vías quedaron cerradas al tránsito. Además, 10 kilómetros del rack sufrieron daños.
La segunda bomba, sin metralla y que explotó simultáneamente a la primera, no dio lugar a ningún incendio; provocó una ligera fuga y afectaciones en la estructura metálica de uno de los tubos, aparte de daños menores en la protección antitèrmica del rack. Estaba a 2,5 kilómetros de la primera, bajo una cañería de combustible para barcos.
A partir del momento de la detonación, se liberaron más 10 000 metros cúbicos de líquidos y gases inflamables, entre los cuales había 1800 toneladas de crudo, 1100 toneladas de fueloil y 50 de naftaAdemás, se dio el escape de sustancias como etileno, propileno, gas licuado y gasolinas. Estos componentes provocaron un incendio con llamas de hasta 50 metros de altura —el equivalente a un bloque de más de 15 pisos—, que pudieron ser divisadas a una distancia de 20 kilómetros y provocaron el pánico de la población de los municipios más cercanos.
A partir de aquel momento se activó el Plan de Emergencia Exterior del Sector Químico de Tarragona (PLASEQTA), en el marco de actuación y coordinación de los servicios de bomberos, Protección Civil, Policía Nacional y Guardia Civil. No obstante, a pesar de que este dispositivo de emergencias estaba redactado desde el mes de abril del mismo año, en el momento del siniestro el proceso de implantación se encontraba en una etapa muy prematura, lo cual dificultó notablemente su aplicación.
Los primeros servicios de socorros que acudieron al lugar de los hechos fueron los bomberos de Tarragona y los bomberos privados de Enpetrol, que intentaron succionar el flujo de productos derramados a través de los tubos dañados. También protegieron de las radiaciones de calor los edificios e instalaciones más cercanos. Durante las horas inmediatas a la deflagración, los esfuerzos se centraron a impedir que el fuego se propagara a los almacenes periféricos al rack, concretamente a unos depósitos de 20 000 toneladas de propileno cada uno que la multinacional química BASF tenía ubicados en escasos metros de la zona crítica del ataque. Afortunadamente, gracias al hecho que el viento no soplaba con intensidad y que la ola expansiva de la explosión había estado a ras de tierra, se evitó una catástrofe de dimensiones mucho más graves.
La misma madrugada del atentado se activó también el Pacto de Ayuda Mutua (PALMO), constituido el 1978 y que tenía como finalidad sumar esfuerzos de todos los cuerpos de seguridad de las empresas del Complejo Petroquímico en caso de riesgo por posibles accidentes. También se pusieron a disposición de la empresa efectivos de los parques públicos de bomberos de Cambrils, Reus, Valls, Vendrell, Mora de Ebro, San Feliú de Llobregat, Tortosa, Amposta, Villanueva y Geltrú, Martorell, Villafranca del Panadés, Hospitalet de Llobregat, Sabadell, Sardañola del Vallés, Balaguer, Lérida, Tárrega, Bellaterra y Cervera, repartidos en 27 dotaciones móviles. Según el Gobierno Civil, se movilizaron un total de 400 agentes.
La virulencia del fuego quedó controlada a las 06:10 horas del mismo 12 de junio. Se aislaron todos los puntos de emergencia y bloquear todas las válvulas del rack, y el día 13 se realizaron dos purgas; un proceso consistente al inyectar nitrógeno procedente de la empresa vecina Messer a las cañerías para arrastrar los gases restantes en el interior. La primera se ejecutó a las 12:00 horas y la segunda a media tarde. Esto provocó una reavivada del fuego por una presión excesiva de nitrógeno, y a la vez desencadenó una mayor salida de gases y líquidos (con su consecuente combustión).
La situación anterior, unida a complicaciones meteorológicas, llevó al hecho que el día 16 se publicara un comunicado de alerta en que se afirmaba que la extinción total no se daría por acabada en los plazos previstos y se alargaría bastantes jornadas más. Este aviso, emitido por un comité formado por el alcalde de Tarragona, el delegado del Gobierno de Cataluña, el director de Enpetrol y un representante del Gobierno Civil informaba de la situación del rack, que seguía quemando de manera reducida y controlada. La metodología que se siguió —y perduró hasta el final del incendio— fue dejar quemar los gases escapados y mantener las llamas, mientras que, paralelamente, se procedió a refrigerar todas las conducciones con espuma a presión. Sin embargo, en ciertos momentos se tuvo que sofocar la intensidad de las llamas por la fuerza del viento, el que provocó un retraso en el consumo de los combustibles y la correspondiente extinción definitiva, que finalizó 22 días después del siniestro.

## Reacciones y autoría

### Primeras reacciones y fuga de la población
En cuanto a la primera toma de contacto con la zona afectada, según la versión de Enpetrol los técnicos de la empresa se presentaron al lugar de los hechos transcurridos 15 minutos después de las explosiones, y se puso en marcha el protocolo de emergencia después de 20 minutos del atentado. A través del comunicado que hizo público el grupo petrolero, se aseguraba que los servicios de seguridad privada de Enpetrol se movilizaron rápidamente para empezar a sofocar el fuego de la refinería y que intentaron, sin éxito, contactar con Protección Civil del Morell, término municipal en que se encontraba la fábrica de la empresa. Por el contrario, varias instituciones como el ayuntamiento de Tarragona, las fuerzas de seguridad estatales y las asociaciones vecinales rebatieron estas declaraciones, y criticaron duramente la actuación de la directiva de Enpetrol, a la que acusaron de tardar más de una hora a personarse a las instalaciones y de no facilitar ninguna información sobre la naturaleza de los gases escapados. En aquel momento, el director del complejo, Lluís Armet Obach (y que una década antes había sido responsable de la construcción del mismo) se encontraba viajando en tren hacia Madrid y tuvo que precipitar su retorno en Tarragona.
El ayuntamiento de Tarragona en concreto, representado por el alcalde Josep Maria Recasens, exigió una investigación para depurar todas las responsabilidades de Enpetrol. En palabras del alcalde, «el que falló no fue el PLASEQTA, sino los responsables de la empresa».
La explosión provocó un estado de pánico sobre la ciudadanía de las poblaciones más cercanas. El episodio más crítico se dio en la Universidad Laboral de Tarragona (actual Complejo Educativo de Tarragona), muy próxima al lugar del ataque, y donde se produjo la fuga apresurada de unos 700 alumnos internos, que marcharon asustados por la autovía y la playa en dirección a la Pineda, núcleo habitado más cercano. Hacia las 3 de la madrugada serían realojados en hoteles y en la ciudad residencial del municipio.
En general, se calcula que unos 20 000 tarraconenses huyeron aquella noche —en coche o a pie— atemorizados por la dimensión de la situación. Muchos de ellos encontraron como destino el Hospital Universitario Joan XXIII de Tarragona, donde acamparon aquella noche. Otros probaron de marchar con sus vehículos a través de la autovía y de la N-340, la cual acabaría quedando colapsada, así como otras muchas vías en dirección a la Alto Campo y en el Bajo Campo. La ciudad de Valls quedó colapsada a las 01:15 horas, mientras que a Alcover llegaron 500 vehículos y se ordenó la apertura de los bares para acoger los desplazados. Reus, por su parte, también vería como sus vías acabarían con fuertes retenciones.
| Distribución porcentual del vehículo de fuga de la población                      |
|                                                                                   |
| Fuente: Departamento de Historia y Geografía, Universidad Rovira i Virgili (1992) |

### Atribución de los hechos
A pesar de que el gobernador civil, Vicente Valero, no lo admitió hasta media tarde del día 12, a lo largo del día fue perceptible la disparidad de criterios entre el mencionado cargo y el delegado de la Generalitat a la ciudad, Josep Maldonado. La existencia y el conocimiento por parte de la Guardia Civil (desde primera hora de la tarde) de los restos de chatarra de la segunda bomba permitían afirmar que el incendio había sido un atentado. Aquella misma tarde, el representante del gobierno catalán explicaba las particularidades de los hechos sin acceder a reconocer la autoría terrorista, y el entonces Ministerio de Cultura y Portavoz del Gobierno españoles Javier Solana exponía los firmes indicios que las explosiones hubieran sido producidas por un artefacto. Finalmente, fue el mismo Valero quién explicó que había sido consecuencia de una bomba.
El mismo día 12 a las 15:30 horas se realizaron tres llamadas a tres emisoras de radio de la localidad (Radio Mar, Radiocadena Española y Radio Cadena Catalana) que reivinidicaven la autoría del incendio en nombre de «Euskadi ta Askatasuna-Fuerza de Euskadi en Cataluña». La voz que llamó, se identificó como portavoz de la banda terrorista ETA y era conocedora de la composición de las bombas, estaba modificada la voz y grabada en una cinta. Sin embargo, en un primer momento se acogió esta atribución con ciertas reservas, como manifestó Valero en primera instancia, puesto que el medio de comunicación de ETA acostumbraba a ser la prensa vasca y no los medios locales del lugar de los hechos. La metodología del ataque, además, tampoco era la común de la organización.
Dos días después, estas reticencias quedaron completamente disipadas en el momento en el que la banda armada envió varios comunicados a los medios de comunicación del País Vasco, en los que se ratificaba el comando barcelonés como responsable. El atentado al rack pasaba, pues, a ser oficialmente considerado el primero de ETA en Tarragona y el segundo en una instalación industrial en Cataluña.
El secretario general de Seguridad del Estado, Rafael Vera, afirmó días después de que tenía información sobre la posibilidad que se pudiera cometer un atentado de las dimensiones y características del de Enpetrol. A despecho de reconocer su elevada complejidad logística, que revelaba un salto adelante en cuanto a la actuación de ETA (respecto a la magnitud de operación de los coches bomba) y que ponía de manifiesto un estudio minucioso de la red del complejo, Vera juzgó de excesivo el hecho de calificar de «perfecta ejecución» el ataque del grupo armado.
El 5 de septiembre del mismo año serían detenidos en la calle Mallorca de Barcelona los dos miembros del comando y autores materiales de los hechos, Domingo Troitiño y Josefa Mercedes Ernaga. Autores también otros crímenes como el del ataque al Hipercor, fueron condenados a 794 y 936 años de prisión respectivamente, 15 de los cuales atribuidos al atentado de Enpetrol. El noviembre de 2013 como resultado de la derogación de la Doctrina Parot española por instancia del Tribunal Europeo de Derechos Humanos, se decretó la libertad condicional de Troitiño de la prisión de Teixeiro, junto con 8 etarras más. Ernaga, por su parte, fue puesta en libertad por el mismo motivo un año después, el diciembre de 2014, después de 27 años encerrada en la prisión de Jaén.

### Protestas vecinales y medioambientales

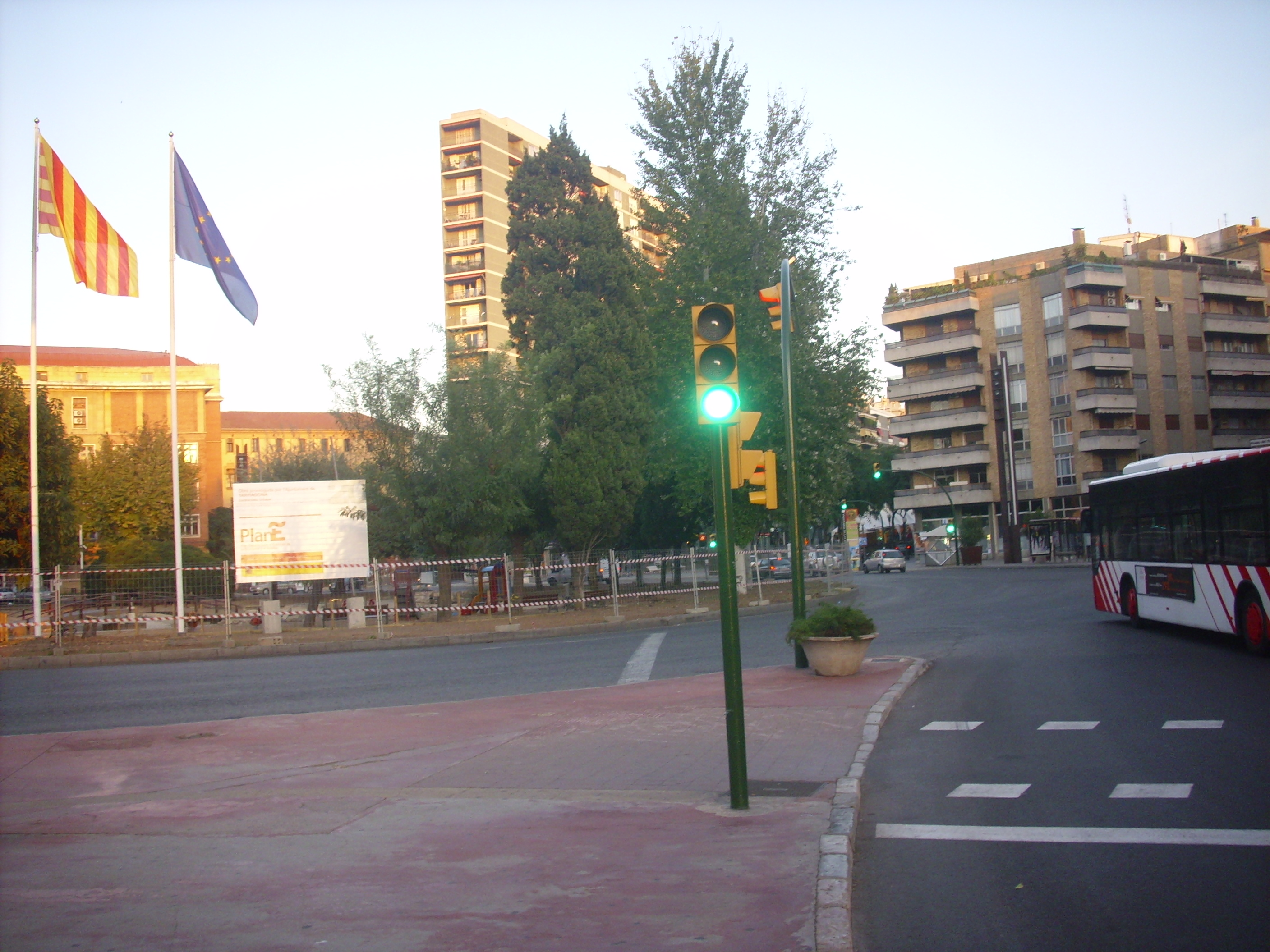
Plaza Imperial Tàrraco, espacio en que se concentraron buena parte de las protestas vecinales.

Las primeras reacciones de condena y protesta por el que había sucedido se produjeron a última hora de la tarde del día 12. Unas 500 personas se concentraron ante la sede del Gobierno Civil de la ciudad para poner de manifiesto su descontento por la tardanza a la hora de recibir información sobre los hechos, así como su desacuerdo por el que consideraban una falta de seguridad del plan de emergencia. Instantes después de haber empezado la manifestación, se formó una cadena humana que dio casi la vuelta en la plaza de la Imperial Tàrraco, motivo por el cual tuvo que ser cortada al tráfico de vehículos. Posteriormente, los manifestantes se volvieron a concentrar exigiendo la dimisión de Vicente Valero, y a través de la Federación de Asociaciones de Vecinos exhibieron pancartas y solicitar el desmantelamiento de las industrias petroquímicas. Comisiones Obreras, por su parte, reclamó una revisión de las instalaciones e información pública sobre las actividades y los productos realizados por el sector.
Aquel mismo anochecer, una comisión de manifestantes se pudo reunir con el titular de la institución, la cual hizo llegar personalmente los comunicados y el malestar general de la población. En un primer momento, los recibieron el secretario general de Gobierno Civil y la cabeza provincial de Protección Civil, pero los manifestantes declinaron disolver la protesta hasta que el gobernador civil hiciese acto de presencia. Valero, finalmente, compareció justificando que al cabo de diez minutos del atentado ya conocía de la ausencia de gases tóxicos, por el que consideró que no había riesgo y no dio la alerta a la ciudadanía. Después de las explicaciones y de comprometerse a incluir las entidades vecinales en el PLASEQTA, la manifestación se autodisolvió cerca de las 22:00 horas.
El ayuntamiento de la ciudad convocó el día 17 una gran manifestación para el lunes 19 de junio, una semana después del atentado y con el fin de condenarlo. Recasens invitó a todos los partidos políticos excepto los que habían apoyado a Herri Batasuna las pasadas elecciones, el que supuso la presencia de AP, CiU, CDS, ENE, ERC, PCC, PSC y PSUC. Institucionalmente también hicieron acto de presencia el Sindicato de Químicas de Comisiones Obreras, UGT y Unión Sindical Obrera, así como más de 100 entidades cívicas y representantes de comités de empresa de Enpetrol de todo España. En total, la protesta, que empezó a las 20:00 horas en la plaza de la Fuente y recorrió las principales calles de la ciudad hasta tomar como destino la Plaza Imperial, concentró unas 10 000 personas ante el Gobierno Civil a primera hora de la noche. Allá se leyeron manifiestos en contra del terrorismo.
Sin embargo, la marcha no concurrió bajo un espíritu unitario sino que se dividió en dos bloques. Fue debido a las discrepancias entre los convocantes sobre la necesidad que la pancarta que abría la manifestación hiciese referencia a la reclamación de mayor seguridad al complejo petroquímico aparte de condenar el ataque terrorista. El primer grupo, que desfiló de la mano del socialista Recasens y su partido, los alcaldes de Valls y Constantí, diputados de AP, militantes del PSUC y responsables de UGT y USO, proclamaba una pancarta con el lema «Terrorismo no». La segunda comitiva, a su vez, marchó a 100 metros de la primera y fue considerablemente más multitudinaria. Estaba encabezada por el convergente Josep Gomis y Martí — presidente en funciones de la Diputación de Tarragona — con su partido, la Federación de Asociaciones de Vecinos, el PPC y sindicalistas de CCOO. En este caso, a la pancarta figuraba «Terrorismo no, seguridad a las químicas sí». En relación con este segundo desfile, la mayoría de partidos políticos coincidieron al criticar la actitud de CiU, puesto que entendían que era una matización de su «no» al terrorismo y una grave responsabilidad al tratarse del partido de gobierno de la Generalitat.
Una vez reunidos todos los participantes en la Plaza Imperial, cada uno de los bloques de la marcha leyó un manifiesto dirigido a la opinión pública y de condena contra el atentado: uno por parte del ayuntamiento y el otro por la Federación de Asociaciones de Vecinos. Por último, la escritora tarraconense Olga Xirinacs leyó una proclama — escrita por ella misma y una comisión de los partidos políticos — que fue fuertemente aplaudida por todos los presentes:

El atentado se ha dirigido al corazón de la ciudad y ha puesto en peligro la vida de miles de ciudadanos. Ha provocado el miedo y el terror entre nosotros. Y ha querido también aprovecharse del riesgo continuado que significa la existencia de la industria química.
Olga Xirinacs,  Manifiesto a la Plaza Imperial Tarraco, 20 de junio de 1987

En cuanto al apartado de medio ambiente, hasta cinco grupos ecologistas mostraron aquellos días su rechazo por el que consideraban un alto grado de peligrosidad de la ciudad, y por el que creían un descontrol del escape de gases tóxicos. Recordaron que las industrias de alrededor producían una gran cantidad y variedad de productos explosivos, inflamables y tóxicos de los cuales no se vigilaban bastante las posibles fugas y efectos adversos; destacaron la carencia de información sobre el índice de hidrocarburos al ambiente, la progresiva salinización y la pérdida de agua de los acuíferos de la zona. En este mismo sentido, el alcalde Recasens mostró su disconformidad con la Ley de Régimen Local, a la cual atribuyó capacidad sancionadora pero no de potestad decisoria en materia de seguridad. Criticó que esta última competencia fuera exclusiva de la Generalitat, alegaciones que fueron respondidas por el delegado del gobierno catalán en Tarragona. Pero este último justificó que las competencias de medio ambiente en cuanto a poder sancionador y fiscalizador eran las mismas por ayuntamientos que por la Generalitat.

## Consecuencias

### Daños civiles
En cuanto al capítulo humano no hubo ningún muerto como consecuencia del atentado. Como mucho, dos bomberos resultaron heridos de carácter leve fruto de la caída de un palo del hilo telefónico. Uno de ellos tuvo que ser trasladado al hospital por quemaduras de poca consideración, mientras que el otro no requirió ningún traslado hospitalario.
Durante las primeras horas después del siniestro se reportaron varios casos de desmayos y vómitos entre los ciudadanos que huyeron masivamente de la ciudad a pie y campo a través.

### Daños materiales y pérdidas económicas
Como consecuencia del atentado, el complejo —productor del 60 % del total nacional del sector— quedó prácticamente inutilizado de manera temporal. El 90 % de las empresas tuvieron que parar sus actividades debido a la carencia de suministro. Aquellas que quedaron paralizadas desde la misma noche del accidente fueron las que recibían etileno y propileno directamente de Enpetrol: Dow Chemical Company, Taqsa, Nueva Alcudia y Aiscondel. De manera parcial, por su parte, siguieron en marcha Butano, Campsa, BASF y Hoech. El incendio también provocó la destrucción de la planta de Reybon, ubicada a tan sólo 25 metros del centro del fuego.
En un primer momento Juan Sancho Rof, presidente de Enpetrol, cifró las pérdidas de la empresa (sin contar aquellas ocasionadas a las industrias vecinas) en unos mil millones de pesetas (6 millones de euros). Aun así, Lluís Armet elevaría días después este número hasta los 1500 millones, el desglose de los cuales eran 750 por daños directos de las explosiones, servicios de bomberos y limpieza de las cañerías, y los otros 750 por pérdidas de explotación derivadas de la parada de producción. El abono de la cantidad por afectaciones directas fue indemnizada por el Consorcio de Compensación de Seguros, el organismo estatal que indemniza los perjuicios producidos en siniestros que son considerados catastróficos.
Las infraestructuras de transporte más cercanas a la zona atentada sufrieron cortes y afectaciones. Mientras que la autovía Tarragona-Salou quedó cerrada al tránsito varios días, la línea de servicios regionales de tren Barcelona-Valencia cercana al complejo petroquímico sufrió una parada inicial y posteriores cortes parciales, en los que por la zona siniestrada el paso de convoyes se efectuaba en máquinas diésel en vez de eléctricas. El tramo correspondiente del servicio de pasajeros se habilitó mediante autobuses lanzadora durante las tareas de reparación de la catenaria. Renfe previó la construcción de una circunvalación con objeto de unificar alternativamente la circulación de trenes en ambas vías que atravesaban la zona industrial, lo cual evitaría una parada del servicio en caso de nuevas emergencias.

### Medidas legislativas y de seguridad
La secuela más directo del atentado en relación con la seguridad de la industria química fue la construcción de un cerco con control de vigilancia permanente a lo largo de los 14 kilómetros del rack, desde la refinería hasta el embarcadero de Enpetrol. El Ministerio del Interior también incrementó sustancialmente las dotaciones policiales y de guardias civiles adscritos en Cataluña en el que se conoció como "Operación Verano", y que como era habitual desde los primeros años de la implantación de ETA a territorio catalán, se basaba en reforzar gradualmente el número de agentes en las zonas costeras.
En cuanto a las medidas legislativas, el PLASEQTA se amplió para incluir una comisión permanente de técnicos con objeto de asegurar una actuación inmediata ante cualquier acontecimiento o incidente dentro del cinturón industrial de la demarcación. Conjuntamente a esta medida, se acordó el nombramiento de un responsable de Protección Civil para cada barrio o entidad de población adyacente al complejo petroquímico. El Gobierno español, por su parte, aceleró los trámites para aprobar un decreto sobre la prevención de accidentes industriales de alto riesgo. En aquel momento supuso la primera resolución de un vacío legal en este aspecto; sería el precedente de la Directiva Seveso en España, la cual ya se estaba aplicando en el marco europeo desde el año 1982 y obligaba a las industrias que trabajaban con sustancias altamente tóxicas a informar exhaustivamente a las autoridades sobre los productos manipulados.